# 吕梅尼勒
吕梅尼勒（法語：Rumesnil，法語發音：[ʁymenil] ⓘ）是法国卡尔瓦多斯省的一个市镇，属于利雪区。

## 地理
吕梅尼勒（49°11'5"N, 0°1'46"E）面积5.35 平方千米，位于法国诺曼底大区卡爾瓦多斯省，该省份为法国西北部沿海省份，北濒大西洋英吉利海峡，东北与滨海塞纳省以海上边界相接，东临厄尔省，南至奧恩省，西与芒什省接壤。
与吕梅尼勒接壤的市镇（或旧市镇、城区）包括：康布勒梅尔、博富尔-德吕瓦勒、莱欧帕尔蒂、勒庞蒂尼、康布勒梅尔。
吕梅尼勒的时区为UTC+01:00、UTC+02:00（夏令时）。

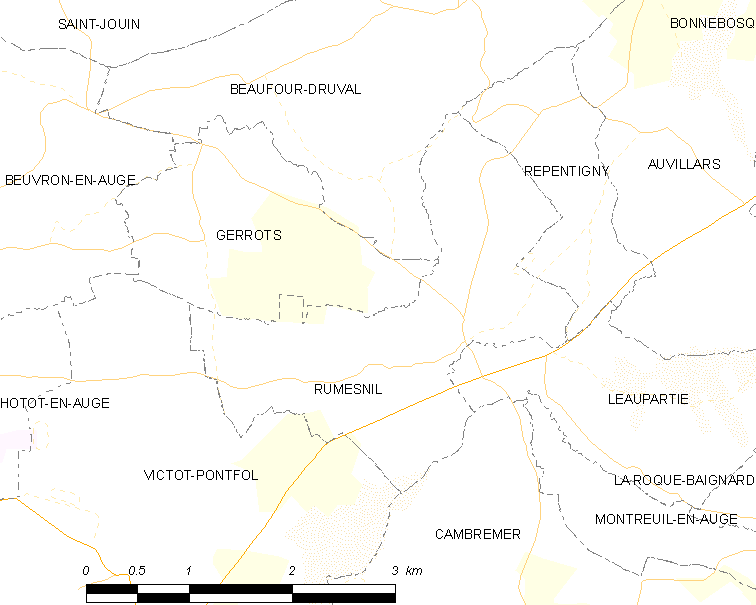
吕梅尼勒的OSM定位图

## 行政
吕梅尼勒的邮政编码为14340，INSEE市镇编码为14550。

## 政治
吕梅尼勒所属的省级选区为梅济东瓦莱多日县。

## 人口

1962-2008年间吕梅尼勒人口变化图示

吕梅尼勒于2022年1月1日时的人口数量为88人。